# Centristas de Ourense
Centristas de Ourense (en castellano: Centristas de Orense) fue un partido político español cuyo ámbito de actuación era la provincia de Orense (Galicia). Surgió en 1983 de la desintegración de la Unión de Centro Democrático, agrupando a alcaldes y concejales de la provincia. Fundado por Eulogio Gómez Franqueira, entre sus dirigentes estuvo Victorino Núñez. Se integró en ese mismo año en Coalición Galega. Se le atribuye una estructura clientelista.